# The Architects' Collaborative

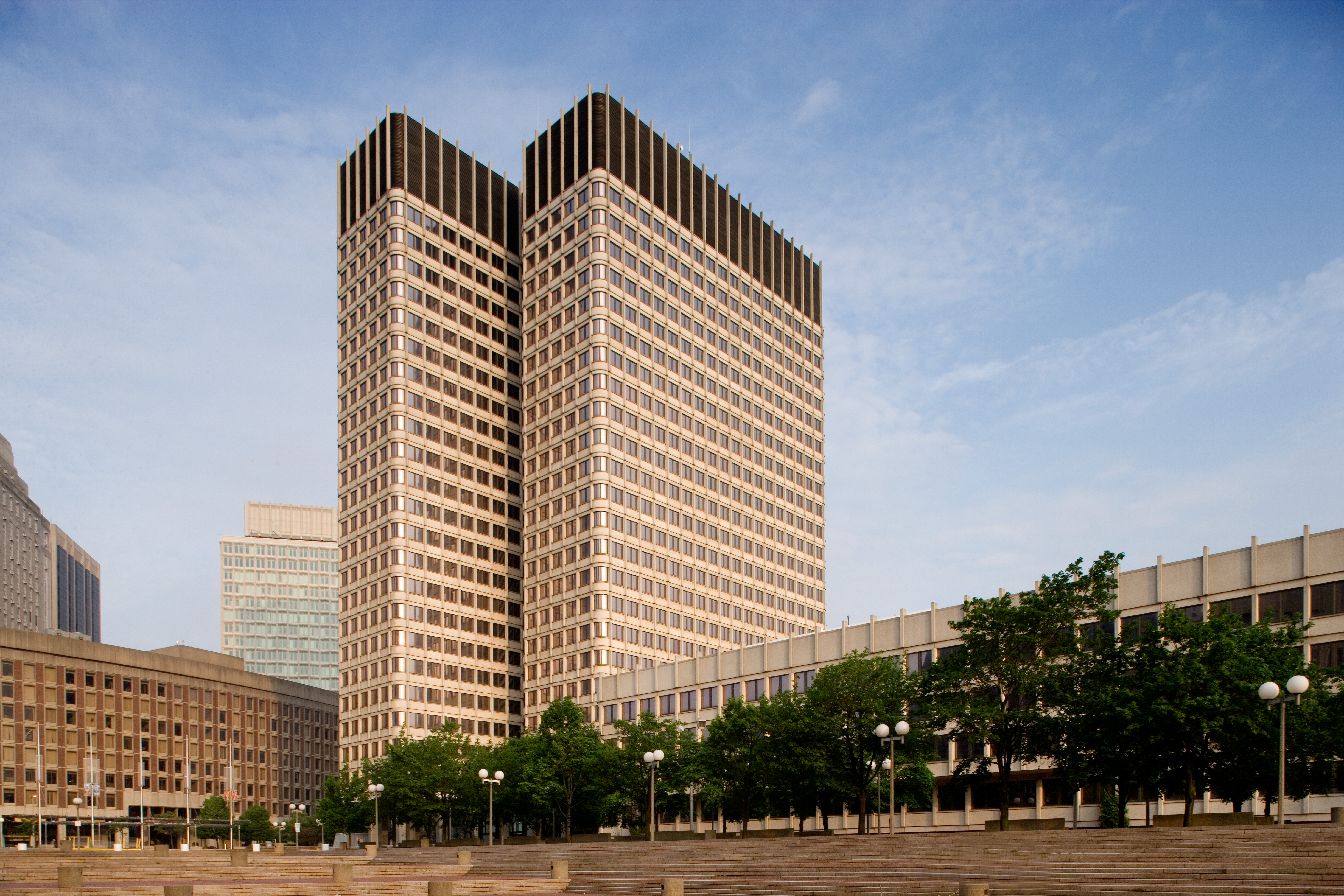
John F. Kennedy Federal Building (1963-1966), Boston, Massachusetts

The Architects' Collaborative, también conocido por las siglas TAC, fue un estudio de arquitectura estadounidense, fundado en 1945 por Walter Gropius, Norman Fletcher, Jean Bodman Fletcher, John Harkness, Sarah Pillsbury Harkness, Robert MacMillan, Louis MacMillen y Benjamin C. Thompson. Fue responsable de numerosos proyectos de arquitectura en Estados Unidos y diversos países del mundo. Vinculado en sus inicios al racionalismo arquitectónico, el estudio fue evolucionando desde mediados de los años 1950 hacia un estilo más formal y monumentalista. Su sede central se encontraba en Cambridge (Massachusetts). La firma se disolvió en 1996.

## Trayectoria
Walter Gropius fue un arquitecto, urbanista y diseñador alemán, considerado uno de los mejores arquitectos del siglo XX y uno de los padres de la arquitectura racionalista —también conocida como Estilo internacional o Movimiento moderno—. Discípulo de Peter Behrens, en sus inicios formó parte del movimiento expresionista, dentro del cual estuvo vinculado a los grupos Deutscher Werkbund, Arbeitsrat für Kunst y Der Ring. En 1910 abrió su propio estudio, en el que trabajó asociado a Adolf Meyer. En 1919 fundó la Escuela de la Bauhaus, de la que fue su primer director y construyó su sede en Dessau (1925). Con la llegada al poder de los nazis se vio obligado a exiliarse, primero al Reino Unido y luego a Estados Unidos.

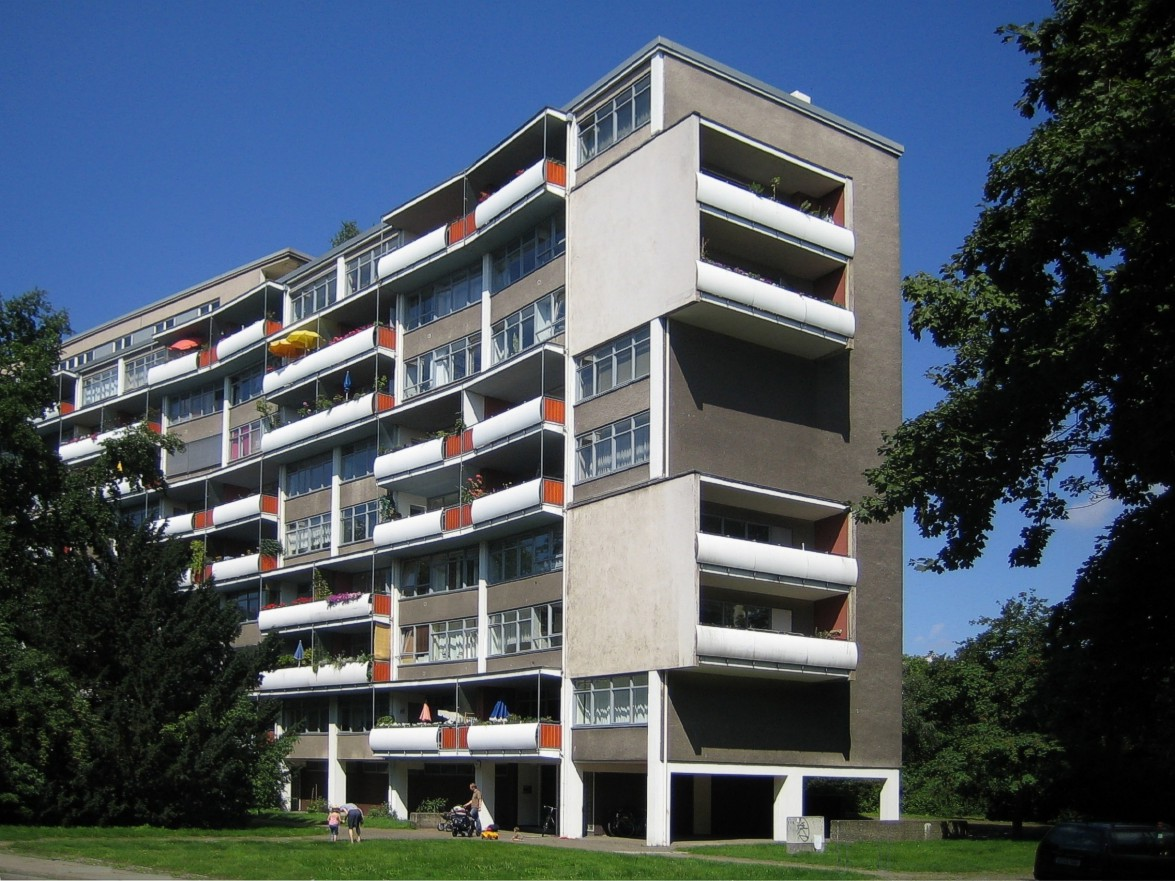
Edificio Händelallee 3-9 (1957), Berlín-Hansaviertel

En su periplo americano Gropius ejerció una notable labor tanto docente como constructiva. Como director de la Graduate School of Design de la Universidad de Harvard impulsó tanto la arquitectura como el diseño en el nuevo continente, de forma análoga a su labor de liderazgo en la Bauhaus, y formó a una nueva generación de arquitectos entre los que se encuentran Philip Johnson, Ieoh Ming Pei, Henry N. Cobb, Paul Rudolph y Benjamin C. Thompson.
En 1945 se asoció con siete jóvenes arquitectos en la firma The Architects' Collaborative (TAC), formada junto a Gropius por Norman Fletcher, Jean Bodman Fletcher, John Harkness, Sarah Pillsbury Harkness, Robert MacMillan, Louis MacMillen y Benjamin C. Thompson. Su filosofía era «sincronizar todos los esfuerzos individuales... elevar el potencial del trabajo común», con la que emprendió proyectos de gran envergadura basados en buena medida en las nuevas tecnologías. Entre sus obras destacan: el Harvard Graduate Center en Cambridge, Massachusetts (1948-1950); la American Association for the Advancement of Science en Washington D. C. (1951); el John F. Kennedy Federal Building en Boston, Massachusetts (1963-1966); las oficinas centrales de Johns Manville en el condado de Jefferson, Colorado (1976); las oficinas de Union Square en San Francisco (1983); y el complejo Copley Place en Boston (1985).
Además de las obras realizadas en Estados Unidos, el estudio realizó en los años 1950 y 1960 algunos proyectos en el país natal de Gropius: en 1957 construyó con Wils Ebert un bloque de apartamentos en el distrito de Hansaviertel en Berlín occidental; poco después realizó la nueva ciudad de Britz-Buckow-Rudow; y en 1964 diseñó el edificio del Bauhaus-Archiv en Berlín, realizado tras la muerte de Gropius por Alexander Cvijanovic en 1977.
Entre los proyectos del TAC en otros países destacan: la Embajada de Estados Unidos en Atenas, Grecia (1956); la Faculty Tower de la Universidad de Bagdad (1966), en Irak; el Institute of Public Administration en Riad, Arabia Saudí (1978); la urbanización de la comunidad Yanbu también en Arabia (1980); el Basrah Sheraton Hotel en Irak (1986); y el Chameleon Complex en el lago Taupo, Nueva Zelanda (1991).